# 邓以明
鄧以明（英語：Dominic Tang Yee-ming；1908年5月13日—1995年6月27日），中國大陸天主教總主教及耶穌會會士。曾任廣東廣州總教區首任华籍總主教（1981年－1995年）。

## 生平

### 早年生活
1908年5月13日出生於香港。香港華仁書院畢業後，轉讀葡屬澳門耶穌會聖若瑟修院。1930年，他21歲時赴歐洲加入耶穌會。初學後，於葡萄牙及西班牙攻讀文史哲學。其後返回中國，在上海徐家匯攻讀神學。1941年5月31日，鄧以明33歲時在上海晉鐸。在北京接受神修訓練一年後，先後在上海教區及廣東石歧等地傳教。

### 牧職
1949年10月1日，中國共產黨在中國大陸地區建立中華人民共和國，並開始針對天主教進行宗教迫害及打壓，教會已經無法正常功能。1950年10月1日，鄧以明在42歲時獲時任教宗庇護十二世任命為廣州總教區署理，領銜希臘埃拉提亞教區主教。1951年2月13日，在廣州由廣州總教區教區署理及北海教區主教祝福主禮晉牧。
1958年2月5日，鄧以明主教和秘書顏德耕神父因拒絕加入中華人民共和國政府控制的組織中國天主教友愛國會，而被政府以「反革命罪」被捕入獄。未受審判，卻在監獄中關押22年，連番審問及艱辛，有7年獨自被囚在牢獄中度過。1980年代初，廣州總教區續步恢復運作，同年6月9日鄧以明主教獲釋出獄，且被中國天主教愛國會擅自任命為廣州總教區正權主教。
1980年11月5日，鄧以明主教獲中華人民共和國政府批准前往香港醫治腸病，且在嘉諾撒醫院施行手術。1981年2月28日，蒙卡沙羅里樞機代表時任教宗若望保祿二世到香港探望鄧主教，並轉致教宗的深摯問候。同4月30日，鄧主教前往羅馬梵蒂岡向教宗若望保祿二世述職。同年6月6日，鄧以明在73歲時獲教宗若望保祿二世正式任命為廣州總教區總主教，且追任他在1950年至1981年間是廣州總教區宗座署理。
但是，教宗對鄧以明總主教的任命，卻觸發中華人民共和國政府及愛國會的不滿。同年6月11日，愛國會副主席楊高堅譴責聖座的任命是損害愛國會和中華人民共和國主權。6月12日，中華人民共和國外交部抨擊聖座的任命「粗暴地干涉了中國教會的自主權利。」愛國會主席傅鐵山主教評論任命是第二次禮儀之爭。同年，愛國會將擅自成立的惠陽教區併入廣州總教區，原惠陽教區非法主教葉蔭芸擅自出任廣州總教區主教。

### 國外服務
鄧以明總主教返回香港後，無法返到中國，且在當地滯留達3年多。期間，曾2次為直腸癌與攝護腺入醫院施手術，並在香港教區服務，與訪問加拿大和美國等地的華僑信徒團體。1992年1月23日，鄧以明總主教主禮晉牧錢志純花蓮教區主教。
1995年1月，鄧以明總主教赴美國三藩市療養。同5月27日，鄧總主教出席康乃狄格州斯坦福參加上海教區龔品梅樞機的晉鐸65週年、晉牧45週年及擢陞樞機15週年三項慶典。同月29日，鄧總主教準備返回三藩市時感到身體不適，被診斷感染肺炎，進入醫院深切治療部照料，且龔樞機及多位親友曾探望他，並與他交談。同年6月27日，鄧以明總主教在美國康乃狄格州斯坦福聖若瑟醫療中心病逝，享壽88歲。同月29日遺體運返三藩市，並於7月1日在聖母升天主教座堂由三藩市總教區總主教若望·拉斐爾·崑恩主持葬禮，安葬於三藩市聖嘉勒縣耶穌會墓園。

## 著作
自传《天意莫测》